# Racketeering
Racketeering é o termo em língua inglesa para definir um tipo de crime organizado no qual os perpetradores montam um esquema ou operação coordenada coercitiva, fraudulenta, extorsiva ou ilegal para obter lucro de forma repetida ou consistente. Originalmente, racket refere-se a negócios fraudulentos e a extorsão, em que o autor ou os autores oferecem um serviço para resolver um problema inexistente ou criado por quem oferece a solução. A prática de racket denomina-se racketeering.
O termo "racket" teve sua definição expandida, passando a abranger qualquer forma de crime organizado, incluindo aquelas que não envolvem práticas fraudulentas, a exemplo do "narcotráfico (drug racket)", que não necessariamente inclui fraude ou extorsão contra o público-alvo/clientela.
A palavra foi criada pela Employers' Association of Chicago, em junho de 1927, numa declaração sobre a influência do crime organizado no sindicato Teamsters.

## Exemplos
Há numerosos exemplos de práticas criminosas que podem ser enquadradadas como racketeering, dentre as quais estão:
- Esquemas de "proteção" que envolvam extorsão, no qual os criminosos oferecem-se para "proteger" propriedades de danos, em troca de uma taxa, ao mesmo tempo em que são responsáveis, parcial ou totalmente, por esses danos;
- Operações especializadas na revenda de bens roubados;
- Atividades ilegais relacionadas a loterias ou a formas de jogatina ilegal;
- Lavagem de dinheiro e outras formas de contabilidade criativa usadas de forma a mascarar as fontes de receitas ilegais;
- Operações de roubo e furto, incluindo: invasão de domicílios e estabelecimentos comerciais, assaltos a mão armada, falsidade ideológica, roubo de objetos de arte, roubo de carros, roubo de cargas, furtos em lojas, falsificação de objetos de arte;
- Operações de fraude e apropriação indébita, dentre elas: fraudes a cartões de crédito, cheques, seguro-saúde, seguros, bancos, hipotecas, desfalques, fraudes eleitorais, estelionato e licitações fraudulentas;
- Sequestro;
- Assassínio e assassino de aluguel;
- Suborno e corrupção de forças policiais;
- Fraudes acadêmicas;
- Agiotagem;
- Crimes informáticos;
- Narcotráfico;
- Tráfico de armas;
- Extorsão;
- Prostituição e exploração sexual de menores;
- Tráfico de pessoas;
- Evasão fiscal e contrabando de cigarros;
- Intimidação de testemunhas
- Venda de automóveis roubados no exterior
- Jogatina ilegal, casas de apostas, combinações de resultados;
- Operação criminosa de atividades que podem estar ou não dentro da legalidade, tais como casas de prostituição, cassinos e gestão de resíduos;
- Caça ilegal, pesca predatória, desmatamento ilegal, construção ilegal e mineração ilegal;
- Rinhas de cães, rinhas de galos e touradas.